# چوبر
چوبَر شهری از توابع بخش حویق شهرستان تالش در استان گیلان ایران است. این شهر در سال ۱۳۸۴ خورشیدی از ادغام پنج روستا تشکیل شد.
چوبر شهری از شرق چسبیده به دریای خزر و از غرب به کوه‌های تالش، آب و هوای مرطوب و اکثراً بارانی را داراست که این موقعیت باعث شده کشاورزی مخصوصاً برنج و کیوی از محصولات درجه اول این شهر بشمار بیاید و همچنان بزرگترین صادرات کیوی و میوه و سبزیجات در شمال غرب ایران بشمار برود. آبشارهای کوهستانی از جاذبه‌های گردشگری چوبر هستند.

## مکان‌های دیدنی
طرح ساحلی شهرداری چوبر، پارک جنگلی شهرداری چوبر، باغات کیوی در سطح شهر، تاواگولی واقع در بالامحله چوبر، اماکن متبرکه امازاده نرگس خاتون و نه ساله، سیدآباد محله، دروار محله، للکه محله، رودسرا، هنری محله، کچیم، خودکارمحله، مسجد قباقی، دهقان محله، الکوفی و ییلاقات.

## در قدیم
فرهنگ جغرافیایی ایران جلد ۲ در مورد چوبر می‌نویسد:
دهی است از دهستان کرگان‌رود شمالی بخش مرکزی شهرستان طوالش. در ۳۷ هزار گزی شمال هشتپر و ۳ هزار گزی شمال حویق سر راه شوسه آستارا واقع شده‌است. جلگه و مرطوب است. ۱۷۲۵ تن سکنه دارد. از چشمه و رودخانه آبیاری می‌شود. از محصولاتش غلات، لبنیات، عسل، چای، گیلاس، سیب و پرتقال است. مردمش به کشاورزی اشتغال دارند. سر راه شوسه ۵ قهوه‌خانه و چند دکان دارد.
در سال ۱۳۸۷ پدیدهٔ رانش زمین که پیش از این در منطقه چوبر بی‌سابقه بود، رخ داد.

## مردم
در فرهنگ جغرافیایی ایران درباره زبان و دین مردم چوبر نوشته شده است شیعه و طالشی.ولی امروزه مردم چوبر به زبان‌های تالشی و ترکی آذربایجانی صحبت می‌کنند. برخی از مردم تالش‌تبار این شهر و چند روستای ساحلی اطراف به تدریج زبان تالشی را کنار گذاشته و به زبان ترکی آذربایجانی گویشور شده‌اند. این امر در بخش‌هایی از مناطق تالش‌نشین ایران شامل برخی مناطق در ناحیه‌ای که از شهر هشتپر آغاز می‌شود و تا آستارا ادامه می‌یابد نیز مشهود است. زبان تالشی هنوز در روستاهای کوه‌پایه‌ای و کوهستانی پیرامون چوبر برتری دارد.